# Paco Tous
Francisco Martinez Tous (ur. 1 maja 1964 w El Puerto de Santa María) – hiszpański aktor telewizyjny i filmowy. Wychowywał się w andaluzyjskim El Puerto de Santa María w prowincji Kadyks. W Sewilli jego pierwszym przedsięwzięciem aktorskim był udział w grupie teatralnej Los Ulen, której był współzałożycielem. Zagrał szereg ról drugoplanowych, ale popularność przyniosła mu dopiero rola tytułowego bohatera – funkcjonariusza Guardii Civil w serialu Paco i jego ludzie.
W roku 2011 w filmie 23-F: la película wcielił się w rolę pułkownika Antonio Tejero, przywódcy nieudanego zamachu stanu 23 lutego 1981 w Madrycie.
Od 2017 roku można go oglądać jako odtwórcę roli Agustína Ramosa ps. „Moskwa” w hiszpańskim serialu Dom z papieru dostępnym na platformie Netflix.